# Conny Silfverberg
Conny Silfverberg, född 7 mars 1959, är en svensk före detta professionell ishockeyspelare.
Silfverberg spelade nästan hela sin karriär med Brynäs IF i Elitserien under åren 1976 till 1989. Han vann Skyttetrofén i Elitserien säsongen 1984/1985 och blev svensk mästare med Brynäs säsongen 1979/1980.
Inför säsongen 1989/1990 skrev Silfverberg på för Rögle BK. Han hann dock bara spela två matcher för skåneklubben innan karriären fick avbrytas i förtid på grund av salmonella.
Conny Silfverbergs brorson, Jakob Silfverberg, spelar ishockey i Tre Kronor och Brynäs IF.

## Källa
- Presentation och statistik för Conny Silfverberg som spelare  på Elite Prospects.